# Ville Nieminen
Ville Nieminen, född 6 april 1977 Tammerfors, Finland, är en finländsk före detta ishockeyspelare och nuvarande ishockeytränare. Nieminen har bland annat har spelat för Tappara i FM-ligan i ishockey och Colorado Avalanche i NHL. Nieminen har bland annat vunnit Stanley Cup år 2001 med Colorado Avalanche och OS-silver i Turin 2006. I januari 2012 gick Nieminen från Dinamo Riga i KHL till Örebro HK för spel i Hockeyallsvenskan. Sedan 2018 har han tränat Pelicans i FM-ligan i ishockey.